# Garðabær
Garðabær este un oraș aflat în vestul Islandei, cu o populație de aproximativ 10.900 locuitori (2011). El este un oraș portuar, fiind al șaselea oraș ca mărime din țară. Garðabær este parte a zonei metropolitane Marele Reykjavík, în care locuiește 65% din populația Islandei.

## Evoluția populației
Populația orașului Garðabær în anii 2006 - 2013:

## Orașe înfrățite
- Asker, Norvegia
- Birkerød, Danemarca
- Eslöv, Suedia
- Jakobstad, Finlanda
- Tórshavn, Insulele Feroe